# 神谷明采
神谷 明采（かみや あさ、2000年（平成12年）4月19日 - ）は、日本のタレント、会社経営者、YouTuber。

## 来歴
埼玉県出身。東京大学文科二類1年次にミス東大2020とミスキャンパス2021グランプリに選ばれたのち、古舘プロジェクトに所属し、学業のかたわら、モデルやタレント活動をし、株式会社SASAを起業し女社長兼PR担当を務めている。2024年5月現在、東京大学公共政策大学院1年生。

## 人物
- 浦和明の星女子中学校・高等学校卒業。
- 大学受験では駿台予備学校で1年間の浪人を経験している[10]。
- 四姉妹の次女である[11]。
- 右目だけ異常に視力が低いと自身のSNSで公表しており、普段は裸眼で生活しているが、車の運転時などは眼鏡を使用[12]。
- 2021年3月、次世代を担うアナウンサーを発掘するコンテスト「第1回学生アナウンス大賞」で、モデルプレス賞を受賞した[13]。
- 2022年9月7日、One Young World Manchester 2022に参加し[14]、低糖質スイーツ事業と世界の糖尿病問題について英語でスピーチをした[15][16]。
- 注意欠陥・多動性障害の傾向があるとの診断を受けたことがある[17]。

## 出演

### TV番組
- プレバト!!(MBSテレビ、2021年10月28日)
- 呼び出し先生タナカ （フジテレビ、2023年11月27日）[18]
- 世界はデータでできている（テレビ東京、2024年05月19日）[19]
- 出没!アド街ック天国（テレビ東京、2024年11月16日）「駒場東大前」[20]

### ラジオ
- オレたちゴチャ・まぜっ!〜集まれヤンヤン〜（2023年4月23日 - 2024年4月14日、MBSラジオ） - ヤンヤンガールズ15期生

### Web番組
- News Picks - HORIE ONE  (2023年 - )

### CM
- 全薬工業 Arouge (アルージェ)「うるおう世界」篇 （2021年9月1日 - ） [21][22]

## 掲載・連載
- itSnap - ミスオブミス2021グランプリ 東大女子の愛され キュートなコーデが必見♡ （2021年5月6日）[23]
- 週刊FRIDAY - 神谷明采 女神の初ビキニ（2023年12月22日号）[8]